# Stefan Weinert
Stefan Weinert (Colonia, 26 aprile 1964) è un attore, regista, produttore cinematografico e scenografo tedesco.

## Biografia
Stefan Weinert è nato il 26 aprile 1964 in Colonia (Germania): è attore, regista e anche scenografo.

## Carriera
Stefan Weinert è apparso per la prima volta sul palco all'età di ventidue anni con un ruolo da protagonista in Ciajkovskij. Dopo diverse produzioni teatrali di successo, in cui ha sempre interpretato il ruolo di protagonista, ha deciso di studiare scenografia presso l'Università di arti applicate di Vienna. Nel 1991 ha completato i suoi studi con una laurea in belle arti, come allievo magistrale di Axel Manthey e Klaus Zehelein.
Dopo la laurea ha lavorato nei teatri come il Wiener Staatsoper (a Vienna) e la City Opera (in Colonia), poi si è trasferito a Barcellona dove ha lavorato come direttore artistico e scenografo nei teatri d'opera. Nel 1995 è apparso per la prima volta davanti alla telecamera con il film Pan diretto da Manuel Polls. Nel 1997 dopo aver seguito brevi corsi di recitazione a New York, Ginevra e Vienna, è tornato in Germania per lavorare come attore cinematografico fino al 2016. Nel 2017 ha recitato nel film spagnolo Il giocatore di scacchi (El jugador de ajedrez), è stato principalmente davanti alla telecamera nel cast principale di produzioni internazionali.
Dal 1994 è anche autore e produttore di cortometraggi: con Samstag Nacht, The right one, Always Sergej e Karneval ha rappresentato la Germania ai festival cinematografici.
L'8 febbraio 2009, il suo primo documentario Gesicht zur Wand è stato presentato in anteprima al Volksbühne di Berlino. Nel documentario è stato responsabile della sceneggiatura, della produzione e della regia. Il 23 agosto 2013 il suo secondo documentario cinematografico Die Familie è stato presentato in anteprima al Montreal World Film Festival. Nel documentario è stato nuovamente responsabile della sceneggiatura, della produzione e della regia.
Nel 2021 ha ricoperto il ruolo di Otto Bachmann nella serie Jaguar. Nello stesso anno è stato scelto per interpretare il ruolo di Milton Hardner nella miniserie in onda su TV Globo Passaporto per la libertà (Passaporte para Liberdade), in cui ha recitato insieme agli attori Sophie Charlotte e Rodrigo Lombardi.

## Filmografia

### Attore

#### Cinema
- Der Eisbär, regia di Til Schweiger e Granz Henman (1998)
- Gloomy Sunday - Ein Lied von Liebe und Tod, regia di Rolf Schübel (1999)
- Lava, regia di Roland Pfaus (2000)
- D'Artagnan (The Musketeer), regia di Peter Hyams (2001)
- Sass, regia di Carlo Rola (2001)
- Twin Sisters (De Tweeling), regia di Ben Sombogaart (2002)
- Blue Hope, regia di Swen Erdrich (2002)
- For You Tonight, regia di Bodo Werner Lang (2003)
- Gate to Heaven, regia di Veit Helmer (2003)
- Espresso, regia di Daniel Drechsel-Grau e Swen Erdrich (2003)
- George and the Dragon, regia di Tom Reeve (2004)
- Teenaged, regia di Andreas Wuttke (2004)
- Der Clown, regia di Sebastian Vigg e Roland Leyer (2005)
- Munich Mambo, regia di Richard Warmoth (2005)
- Minotaur, regia di Jonathan English (2006)
- Deepfrozen, regia di Andy Bausch (2006)
- Lieben, regia di Rouven Blankenfeld (2006)
- Vampire Party, regia di Stephen Cafiero e Vincent Lobelle (2008)
- D'Symmetrie vum Päiperlek, regia di Paul Scheuer e Maisy Hausemer (2012)
- Doudege Wénkel, regia di Christophe Wagner (2012)
- Belle du Seigneur, regia di Glenio Bonder (2012)
- Lara, regia di Bernd Schadewald (2012)
- Il giocatore di scacchi (El jugador de ajedrez), regia di Luis Oliveros (2017)
- Sandstern, regia di Yilmaz Arslan (2018)
- Il fotografo di Mauthausen (El fotografo de Mauthausen), regia di Mar Targarona (2018)
- Torpedo, regia di Sven Huybrechts (2019)

#### Televisione
- Die Liebe des Ganoven, regia di Peter Ily Huemer – film TV (1996)
- Lindenstraße – soap opera, 4 episodi (1997)
- Verbotene Liebe – soap opera, 3 episodi (1997-1998)
- Die Wache – soap opera, 3 episodi (1997-1998)
- Medicopter 117 - Jedes Leben zählt – serie TV, 1 episodio (1998)
- Stefanie (Für alle Fälle Stefanie) – soap opera, 1 episodio (1998)
- I misteri di Mondsee (Die Neue - Eine Frau mit Kaliber) – serie TV, 1 episodio (1998)
- Il commissario Rex (Kommissar Rex) – serie TV, 1 episodio (1999)
- Il Clown (Der Clown) – serie TV, 1 episodio (1999)
- Der Träumer und das wilde Mädchen - Hetzjagd durch Deutschland, regia di Raoul W. Heimrich e Hermann Joha – film TV (1999)
- Relative Strangers – miniserie TV, 2 episodi (1999)
- Tatort – serie TV, 6 episodi (1999, 2001, 2003, 2005, 2008)
- Cops - Squadra Speciale (Die Motorrad-Cops: Hart am Limit) – serie TV, 1 episodio (2000)
- Squadra Speciale Cobra 11 (Alarm für Cobra 11 - Die Autobahnpolizei) – serie TV, 4 episodi (2000, 2006, 2010, 2017)
- Liebe unter weißen Segeln, regia di Robert-Adrian Pejo – film TV (2001)
- Lady Cop – serie TV, 1 episodio (2001)
- Un caso per due (Ein Fall für zwei) – serie TV, 2 episodi (2001, 2006)
- Angeli in cerca d'amore (Auch Engel wollen nur das Eine), regia di Robert-Adrian Pejo – film TV (2002)
- Kimme und Dresche - Die Actionkomödie, regia di Stefan Richter – film TV (2005)
- Crazy Partners, regia di Dominic Müller – film TV (2005)
- Der Elefant: Mord verjährt nie – serie TV, 1 episodio (2005)
- Balko – serie TV, 1 episodio (2006)
- Die Familienanwältin – serie TV, 1 episodio (2006)
- Hammer & Hart, regia di Hermann Joha – film TV (2006)
- Rick & Olli – serie TV, 1 episodio (2006)
- Tom Turbo – serie TV, 1 episodio (2006)
- Von Müttern und Töchtern, regia di Olaf Kreinsen – film TV (2007)
- Fuga pericolosa (Crash Kids: Trust No One), regia di Raoul W. Heimrich – film TV (2007)
- Tarragona - Ein Paradies in Flammen, regia di Peter Keglevic – film TV (2007)
- Entführt - Ich hol dich da raus, regia di Robert-Adrian Pejo – film TV (2007)
- Mordshunger, regia di Robert-Adrian Pejo – film TV (2008)
- Squadra Speciale Colonia (SOKO Köln) – serie TV, 1 episodio (2008)
- Zwölf Winter, regia di Thomas Stiller – film TV (2009)
- Genug ist nicht genug, regia di Thomas Stiller – film TV (2009)
- Ein Schnitzel für drei, regia di Manfred Stelzer – film TV (2009)
- Lasko – serie TV, 1 episodio (2009)
- Last Cop - L'ultimo sbirro (Der letzte Bulle) – serie TV, 1 episodio (2010)
- Luna di miele... con fantasmi (Geister: All Inclusive), regia di Axel Sand – film TV (2011)
- Hindenburg - L'ultimo volo (Hindenburg), regia di Philipp Kadelbach – film TV (2011)
- Air Force One Is Down – miniserie TV, 3 episodi (2013)
- Wilsberg – serie TV, 1 episodio (2013)
- Am Ende der Lüge, regia di Marcus O. Rosenmüller – film TV (2013)
- Koslowski & Haferkamp – serie TV, 1 episodio (2014)
- Binny e il fantasma (Binny und der Geist) – serie TV, 10 episodi (2014-2015)
- Hamburg Distretto 21 (Notruf Hafenkante) – serie TV, 2 episodi (2016)
- Beck is back! – serie TV, 1 episodio (2018)
- Clash of Futures – miniserie TV, 1 episodio (2018)
- Matula - Tod auf Mallorca, regia di Daniel Helfer – film TV (2019)
- Capitani – serie TV, 1 episodio (2019)
- Heirs of the Night – serie TV, 13 episodi (2020)
- Ludzie i bogowie – serie TV, 9 episodi (2020)
- Dime quién soy – serie TV, 9 episodi (2020-2021)
- Jaguar – serie TV, 6 episodi (2021)
- Passaporto per la libertà (Passaporte para Liberdade) – miniserie TV, 8 episodi (2021)
- Oderbruch – serie TV, 4 episodi (2022)

#### Cortometraggi
- Is It True or Not, regia di Stefan Weinert (1994)
- Without CFC, regia di Stefan Weinert (1995)
- Musik hat ihn kaputt gemacht, regia di Marija Erceg (2000)
- The Last Blow Job, regia di Lutz Lemke (2001)
- Duo in Utero, regia di Rüdiger Wendland (2002)
- Trauma, regia di Daniel Drechsel-Grau (2004)
- Starfly, regia di Beryl Koltz (2005)
- Letzte Saison, regia di Bastian Brockmann e Julia Hirsch-Hoffmann (2006)
- X on a Map, regia di Jeff Desom (2009)
- Asta, regia di Olivier Koos (2004)
- Mirror, regia di Jerome Weber (2016)
- The Past We Live In, regia di Jerome Weber (2017)
- Embers, regia di Stephanos Minoglou (2018)

### Regista

#### Cinema
- Sein, regia di Stefan Weinert (1990)
- ABC des Seins, regia di Stefan Weinert (1991)

#### Cortometraggi
- Is It True or Not, regia di Stefan Weinert (1994)
- Without CFC, regia di Stefan Weinert (1995)
- Always Sergej, regia di Stefan Weinert (2002)

### Sceneggiatore

#### Cinema
- Gesicht zur Wand, scritto e diretto da Stefan Weinert (2009)
- Die Familie, scritto e diretto da Stefan Weinert (2013)
- Verlorene Kinder, scritto e diretto da Stefan Weinert (2021)

#### Cortometraggi
- Is It True or Not, scritto e diretto da Stefan Weinert (1994)
- Without CFC, diretto e scritto da Stefan Weinert (1995)

## Doppiatori italiani
Nelle versioni in italiano dei suoi film e delle sue serie TV, Stefan Weinert è stato doppiato da:
- Fabrizio Odetto[15] in Binny e il fantasma[16]
- Alessandro Budroni[17] in Jaguar[18]
- Antonio Sanna[19] in Passaporto per la libertà[20]

## Riconoscimenti
- Zurigo Film Festival
  - 2013: Candidato come Miglior film documentario in lingua tedesca per Die Familie